# Plecia decepta
Plecia decepta är en tvåvingeart som beskrevs av Hardy 1953. Plecia decepta ingår i släktet Plecia och familjen hårmyggor. Inga underarter finns listade i Catalogue of Life.